# Chérif Hamia
Chérif Hamia est un boxeur algérien né le 23 mars 1931 à Guergour en Algérie et mort le 24 juin 1991. 

## Carrière sportive
Il évolua en catégorie poids plumes et fut champion de France et d’Europe au milieu des années 1950.

## Filmographie
- 1963 : La parole est au témoin de  Jean Faurez
- 1963 : Un coup dans l'aile de Claude Barma[4]